# مطار صلالة
مطار صلالة (إياتا: SLL، إيكاو: OOSA) هو مطار دولي يقع على السهل الساحلي 5.5 كم شمال شرق مدينة صلالة، ويعتبر البوابة الثانية الخارجية لسلطنة عمان، وتمت حاليا تجديد المطار بشكل كلي وتبلغ طاقته الإستيعابية حاليا مليوني مسافر سنويا . وفي خطط مستقبلية سترتفع طاقته الإستيعابية (10/6/4) مليون مسافر سنويا، تزداد الحركة على المطار في موسم الخريف الذي يبدأ من يونيو إلى سبتمبر .

## خطوط وشركات الطيران
- العربية للطيران (الشارقة)
- فلاي دبي (دبي)
- طيران الهند إكسبريس (كوتشي - كلكتا)
- الطيران العماني (دبي - مسقط).
- الخطوط الجوية روتانا (أبوظبي).
- الخطوط الجوية القطرية( الدوحة).
- طيران الشرطة السلطانية العمانية (مسقط) .
- فلاس ناس  ( الرياض  ،  جدة ,  الدمام )
- الخطوط السعودية ( جدة )
- طيران أديل ( الرياض ،  جدة )
- ويز اير (أبوظبي)

## إحصائيات وأرقام
في عام 2008 المطار شهد زيادة في حركة مرور المسافرين:
| السنة | حركة الركاب | الشحن (طن) | حركة الطيران |
| ----- | ----------- | ---------- | ------------ |
| 2000  | 182,823     | 1,389      | 2,385        |
| 2001  | 180,141     | 2,037      | 2,145        |
| 2002  | 187,281     | 1,755      | 2,794        |
| 2003  | 184,285     | 1,658      | 2,813        |
| 2004  | 210,163     | 1,263      | 3,015        |
| 2005  | 251,808     | 1,233      | 2,802        |
| 2006  | 303,338     | 1,448      | 2,897        |
| 2007  | 337,452     | 1,155      | 4,863        |
| 2008  | 407,788     | 1,129      | 3,340        |